# Pteropera brosseti
Pteropera brosseti är en insektsart som beskrevs av Donskoff 1981. Pteropera brosseti ingår i släktet Pteropera och familjen gräshoppor. Inga underarter finns listade i Catalogue of Life.